# Sparnopolius anomalus
Sparnopolius anomalus är en tvåvingeart som beskrevs av Joseph Hannum Painter 1940. Sparnopolius anomalus ingår i släktet Sparnopolius och familjen svävflugor. Inga underarter finns listade i Catalogue of Life.